# حمد الفرحان
ولد حمد الفرحان حمد حلوش  في 17 فبراير 1921 في قرية النعيمة في محافظة إربد في الأردن وتوفي يوم 23 نيسان 2000.
شغل منصب وكيل وزارة الاقتصاد ومديراً للإحصاءات العامة، ثم انتقل إلى القطاع الخاص واختير عضواً في مجلس الأعيان الأردني عام 1989. حاز وسام النهضة الأردني من الدرجة الثالثة عام 1948 ووسام الاستحقاق السوري من الدرجة الأولى 1957 ووسام الدولة الأسباني 1949.

## نشأته
ولد حمد الفرحان في «النعيمة» عام 1921، ودرس في مدارس بلدته، ثم انتقل إلى مدرسة إربد الثانوية ليكمل المرحلة الإعدادية أما المرحلة الثانوية فقد أتمها في مدرسة السلط المدرسة الثانوية الوحيدة في الأردن آنذاك عام 1938، حيث زامل عدداً من الطلاب الذين أصبحوا رموزا سياسية واقتصادية لامعة في النصف الثاني من القرن العشرين، من أبرزهم وصفي التل وخليل السالم.
تفوقه في المدرسة ساعده في الحصول على بعثة لدراسة الفيزياء في الجامعة الأميركية في بيروت، ويتخرج فيها عام 1941 ليعود معلما في عدد من مدارس إربد والسلط وعمّان، ويصبح في عام 1944 مديراً ثانوية عمان، قبل أن يتم إيفاده لدراسة الاقتصاد في العاصمة البريطانية لندن. اقرأ المزيد..
درس الابتدائية في بلدة النعيمة ثم انتقل منها إلى  زكان وصفي التل أحد زملائه على مقاعد الدراسة، وكان الأول على صفه، أرسل في بعثة دراسية إلى الجامعة الأمريكية في بيروت وتخصص في الفيزياء. تخرج علم 1941 وعاد إلى الأردن. هناك أسس حركة القوميين العرب - (إقليم الأردن) مع عدد من رفاقه. اندلعت الحرب العراقية البريطانية في تلك الفترة وما سمي حينها بحركة رشيد عالي الكيلاني أو ثورة العقداء الأربعة. بادر مع رفاقه لمساندة الثورة فقرروا الذهاب إلى العراق مشيا على الأقدام، لكنهم لم يستطيعوا الوصول لأسباب كثيرة أهمها فشل الثورة.

## المؤهلات العلمية
حصل على بكالوريوس علوم – فيزياء من الجامعة الأميركية في بيروت عام 1941، كما حصل على دبلوم «زميل جامعة لندن» في العلوم الإنسانية عام 1947.

## عمله
عمل في وزارة الأشغال، ثم في وزارة المعارف معلما ومفتشاً في مدارسها الثانوية. إلى أن عين سكرتيرا لمجلس الوزراء. عمل بعد ذلك مديرا لدائرة الإحصاء حتى شغل منصب نائب وزير الاقتصاد. إلا أنه رفض الالتحاق بمنصب وزير الاقتصاد عام 1955 واستقال بعد تعينيه بيوم واحد لإنه لم تتم استشارته في أمر تعينيه.
وهو من مؤسسي مركز دراسات الوحدة العربية والمنظمة العربية لحقوق الإنسان والمؤتمر القومي. عمل سكرتيراً لرئاسة الوزراء عام 1948، ثم تدرّج في المناصب التالية:
- مدير دائرة الاحصاءات العامة 1949.
- وكيل وزارة الاقتصاد 1951.
- مدير عام شركة الملاحة العربية – عمان 1958.
- عضو في مركز دراسات الوحدة العربية.
- شارك بتأسيس المؤتمر القومي الإسلامي.
- عضو مجلس الأعيان / مجلس الأمة الأردني 1989.
- توليى منصب وزير الاقتصاد عام 1955 في حكومة سعيد المفتي الثالثة[3]